# Jakob Krause
Jakob Krause, född omkring 1526, död 9 oktober 1585, var en tysk bokbindare.
Krause lärde sannolikt yrket i Lyon och var 1562-64 verksam i Augsburg, från 1566 i tjänst hos kurfurst August I av Sachsen. Hans rykte var så stort, att han efter dennes medgivande även utförde arbeten för furstehusen i Württemberg, Pfalz-Zweibrücken och Danmark. Krause är den förste renässansmannen inom bokbinderiet i Tyskland. Hans arbeten utmärks av en viss orientalisk påverkan i uppbyggnaden av dekoren med ett ovalt mittparti i guld och motsvarande hörnornament, men han sökte sig även på andra sätt att dekorera banden, bland annat med emaljfärg. Själv arbetade han endast på ett fåtal av de band som utgick från hans verkstad, men det finns ett antal praktband, signerad IKF, vilka säkerligen egenhändigt utförts av Krause. Han utförde även själv flertalet av de ciselerade, punsade eller målade guldsnitten, vilka försågs men hans signatur. Krause var en originell konstnär inom sitt område och fick stor betydelse för den senare utvecklingen inom tysk bokbindarkonst.